# Гриннелл, Генри
Генри Гриннелл (англ. Henry Grinnell; 18 февраля 1799, Нью-Бедфорд, Массачусетс — 30 июня 1874, Нью-Йорк, Нью-Йорк) — американский предприниматель и филантроп, один из основателей  Американского географического и статистического общества.

## Биография
В 1818 году Гриннелл переехал в Нью-Йорк, где стал клерком брокерской фирмы «HD & EB Sewell». В 1822 году женился на Саре Минторн. В 1825 году Генри присоединился к своему брату Джозефу Гриннеллу в «Fish, Grinnell & Company» . Несколько лет спустя с добавлением фамилии шурина Генри она стала называться «Grinnell, Minturn & Company»; операции фирмы которой были значительно расширены после её вступления в большой судоходный бизнес. Эта компания стала одним из самых сильных торговых домов в Нью-Йорке.
Генри Гриннелл вышел в отставку в 1850 году — примерно в то время, когда он сильно заинтересовался судьбой пропавшей полярной экспедиции Франклина . В течение всей оставшейся жизни он регулярно переписывался с Леди Джейн Франклин и другими, заинтересованными в разгадке тайны её судьбы, а также содействовал развитию и финансировал несколько экспедиций по её поиску.
Первая из этих экспедиций состоялась в 1850 году, когда он приобрёл и передал ВМС США бриги Rescue и Advance для поисков в Арктике под общим командованием лейтенанта Эдвина де Хейвена. После безрезультатного возвращения судов финансировал вторую экспедицию на Advance под командованием Илайши Кента Кейна, который исследовал область под названием Земля Гриннелла северо-западного побережья Гренландии между 1853 и 1855 годами, где в итоге было брошено безнадежно окружённое льдами судно.
В 1856 году Гриннелл сыграл важную роль в быстром спасении корабля HMS Resolute, который восстановили за счет правительства Соединённых Штатов и вернули Великобритании как дружественный жест. Частично это было сделано в надежде, что корабль будет использоваться для дальнейших поисков экспедиции Франклина.
В последующих мероприятиях Гриннелл проявлял небольшой интерес к полярным исследованиям, сделав финансовый вклад в экспедицию Айзека Израэла Хейса в 1860 году и в три экспедициях Чарльза Фрэнсиса Холла между 1860 и 1870 годами. Он также регулярно переписывался с писателем и неудачным исследователем Уильямом Паркером Сноу.
Генри Гриннелл был также одним из основателей Американского географического и статистического общества.

## Личная жизнь
Гриннелл умер в 1874 году, был похоронен на бруклинском кладбище Грин-Вуд. В 1880 году британское правительство подарил его вдове стол для леди, сделанный из древесины недавно уничтоженного «HMS Resolute». Это был не стол Резолют, но похожий стол из других пород древесины из того же судна.
Сын Гриннелла — Генри Уолтон Гриннел (19 ноября 1843 — 2 сентября 1920) — сделал блестящую военно-морскую карьеру.
Дочь Сильвия (родилась в 1838 году) вышла замуж за Уильяма Флитцерберта Ракстона (родился в 1830 году), который стал адмиралом британского Королевского флота.